# Camboya en los Juegos Paralímpicos de París 2024
Camboya estuvo representada en los Juegos Paralímpicos de París 2024 por un deportista masculino. El equipo paralímpico camboyano no obtuvo ninguna medalla en estos Juegos.